# Sanctuaire celtique de Gournay-sur-Aronde
Le sanctuaire celtique de Gournay-sur-Aronde était un lieu de culte gaulois, situé à Gournay-sur-Aronde, commune française de l'Oise (région Hauts-de-France).

## Caractéristiques
Le sanctuaire est localisé au sein d'un ancien oppidum gaulois.
En outre, le positionnement de ce dernier, à proximité des berges de l'Aronde, situation géographique stratégique, en fait un oppidum dit « de plaine », à l'instar de celui de Manching, en Bavière. En l'occurrence, dans le cas de Gournay, il s'agit de la Plaine d'Estrées-Saint-Denis.

## Historique
Fouillé de 1977 à 1984, ce nemeton : temple environné d'un enclos sacré gaulois de type picard de forme carrée, a été établi au IIIe siècle av. J.-C. par le peuple des Bellovaques, sur un enclos fortifié de petite taille préexistant et remontant au Second âge du fer (Ve siècle av. J.-C.-IVe siècle av. J.-C.). Les armes et objets sacrés qui y ont été retrouvés permettent de dater le site du IIIe siècle av. J.-C. au moins.
Parmi les pièces d'armement qui ont été découvertes dans le sanctuaire se distinguent les fourreaux d'épée, au nombre d'environ 700, entiers ou fragmentaires.